# Lac Junshan
Le Lac Junshan (en chinois 军山湖), également connu sous le nom de « Lac du Soleil et de la Lune » (日月湖) dans l'Antiquité, est un lac d'eau douce en Chine. Il est situé dans le comté de Jinxian de la province du Jiangxi, au sud du lac Poyang. Le bassin versant a une superficie de 615 km², une altitude de 18 m, une longueur de 25 km et une largeur maximale d'est en ouest de 18,2 km (la largeur moyenne n'est que de 7,7 km). Le lac a une superficie de 192,5 kilomètres carrés et un volume de 766 millions de mètres cubes. La profondeur maximale du lac Junshan est de 6,4 mètres, mais la profondeur moyenne est de 4 mètres.